# Prezydenci Grecji

## Pierwsza Republika(1822–1832)

### Tymczasowa Administracja (szefowie rządu) (1822–1827)
| # | Imię i Nazwisko                                                | Portret | Kadencja         | Kadencja         |
| # | Imię i Nazwisko                                                | Portret | Od               | Do               |
| - | -------------------------------------------------------------- | ------- | ---------------- | ---------------- |
| 1 | Aleksandros Mawrokordatos Αλέξανδρος Μαυροκορδάτος (1791–1865) |         | 15 stycznia 1822 | 27 kwietnia 1823 |
| 2 | Petros Mawromichalis Πέτρος Μαυρομιχάλης (1765–1848)           |         | 27 kwietnia 1823 | 19 grudnia 1823  |
| 3 | Jeorios Kunduriotis Γεώργιος Κουντουριώτης (1782–1858)         |         | 19 grudnia 1823  | 18 kwietnia 1826 |
| 4 | Andreas Zaimis Ανδρέας Ζαΐμης (1791–1840)                      |         | 18 kwietnia 1826 | 2 kwietnia 1827  |

### Państwo greckie (gubernatorzy) (1827–1832)
| # | Imię i Nazwisko                                              | Portret | Kadencja         | Kadencja                       | Partia polityczna | Partia polityczna |
| # | Imię i Nazwisko                                              | Portret | Od               | Do                             | Partia polityczna | Partia polityczna |
| - | ------------------------------------------------------------ | ------- | ---------------- | ------------------------------ | ----------------- | ----------------- |
| − | Komisja gubernatorialna                                      |         | 3 kwietnia 1827  | 12 stycznia 1828               |                   |                   |
| 1 | Joanis Kapodistrias Ιωάννης Καποδίστριας (1776–1831)         |         | 12 stycznia 1828 | 27 września 1831 (zamordowany) |                   | Partia Rosyjska   |
| 2 | Augustinos Kapodistrias Αυγουστίνος Καποδίστριας (1778–1857) |         | 27 września 1831 | 28 marca 1832 (rezygnacja)     |                   | Partia Rosyjska   |

### Komitet Administracyjny (1832–1833)
| # | Imię i Nazwisko  | Kadencja        | Kadencja         | Członkowie | Członkowie |
| # | Imię i Nazwisko  | Od              | Do               | Członkowie | Członkowie |
| - | ---------------- | --------------- | ---------------- | --- | ---------- |
| 1 | Pierwszy Komitet | 28 marca 1832   | 2 kwietnia 1832  | Theodoros Kolokotronis Andreas Zaimis Joanis Kolettis Andreas Metaksas Vasilios Boudouris                                                                                      |            |
| 2 | Drugi Komitet    | 2 kwietnia 1832 | 25 stycznia 1833 | Jeorios Kunturiotis Joannis Kolettis Andreas Metaksas Andreas Zaimis Dimitrios Plaputas Dimitrios Ipsilantis (do 16 sierpnia 1832) Konstantinos Botsaris (od 25 kwietnia 1832) |            |

## Druga Republika(1924–1935)

### Prezydenci Grecji
| #   | Imię i Nazwisko                                     | Portret | Kadencja         | Kadencja                        | Partia polityczna | Partia polityczna |
| #   | Imię i Nazwisko                                     | Portret | Od               | Do                              | Partia polityczna | Partia polityczna |
| --- | --------------------------------------------------- | ------- | ---------------- | ------------------------------- | ----------------- | ----------------- |
| 1   | Pawlos Kunduriotis Παύλος Κουντουριώτης (1855–1935) |         | 14 kwietnia 1924 | 6 kwietnia 1926 (rezygnacja)    |                   | wojskowy          |
| 2   | Teodoros Pangalos Θεόδωρος Πάγκαλος (1878–1952)     |         | 6 kwietnia 1926  | 22 sierpnia 1926 (usunięty)     |                   | wojskowy          |
| (1) | Pawlos Kunduriotis Παύλος Κουντουριώτης (1855–1935) |         | 22 sierpnia 1926 | 10 grudnia 1929 (rezygnacja)    |                   | wojskowy          |
| 3   | Aleksandros Zaimis Αλέξανδρος Ζαΐμης (1855–1936)    |         | 10 grudnia 1929  | 10 października 1935 (usunięty) |                   | bezpartyjny       |

## Junta czarnych pułkowników(1973–1974)

### Prezydenci Grecji
| # | Imię i Nazwisko                                       | Portret | Kadencja          | Kadencja                     | Partia polityczna | Partia polityczna |
| # | Imię i Nazwisko                                       | Portret | Od                | Do                           | Partia polityczna | Partia polityczna |
| - | ----------------------------------------------------- | ------- | ----------------- | ---------------------------- | ----------------- | ----------------- |
| 1 | Jeorjos Papadopulos Γεώργιος Παπαδόπουλος (1919–1999) |         | 1 czerwca 1973    | 25 listopada 1973 (usunięty) |                   | wojskowy          |
| 2 | Fedon Gizikis Φαίδων Γκιζίκης (1917–1999)             |         | 25 listopada 1973 | 14 grudnia 1974              |                   | wojskowy          |

## Trzecia Republika Grecka

### Prezydenci Grecji
- tymczasowo

| #   | Imię i Nazwisko                                                  | Portret | Kadencja        | Kadencja                   | Partia polityczna | Partia polityczna |
| #   | Imię i Nazwisko                                                  | Portret | Od              | Do                         | Partia polityczna | Partia polityczna |
| --- | ---------------------------------------------------------------- | ------- | --------------- | -------------------------- | ----------------- | ----------------- |
| −   | Konstandinos Karamanlis Κωνσταντίνος Γ. Καραμανλής (1907–1998)   |         | 14 grudnia 1974 | 18 grudnia 1974            |                   | Nowa Demokracja   |
| −   | Michail Stasinopulos Μιχαήλ Στασινόπουλος (1903–2002)            |         | 18 grudnia 1974 | 20 czerwca 1975            |                   | Nowa Demokracja   |
| 1   | Konstandinos Tsatsos Κωνσταντίνος Τσάτσος (1899–1987)            |         | 20 czerwca 1975 | 14 maja 1980               |                   | Nowa Demokracja   |
| 2   | Konstandinos Karamanlis Κωνσταντίνος Γ. Καραμανλής (1907–1998)   |         | 15 maja 1980    | 10 marca 1985 (rezygnacja) |                   | Nowa Demokracja   |
| −   | Joanis Alewras Ιωάννης Αλευράς (1912–1995)                       |         | 10 marca 1985   | 29 marca 1985              |                   | PASOK             |
| 3   | Christos Sardzetakis Χρήστος Σαρτζετάκης (1929–2022)             |         | 30 marca 1985   | 4 maja 1990                |                   | bezpartyjny       |
| (2) | Konstandinos Karamanlis Κωνσταντίνος Γ. Καραμανλής (1907–1998)   |         | 4 maja 1990     | 10 marca 1995              |                   | Nowa Demokracja   |
| 4   | Konstandinos Stefanopulos Κωνσταντίνος Στεφανόπουλος (1926–2016) |         | 10 marca 1995   | 12 marca 2005              |                   | bezpartyjny       |
| 5   | Karolos Papulias Κάρολος Παπούλιας (1929–2021)                   |         | 12 marca 2005   | 13 marca 2015              |                   | PASOK             |
| 6   | Prokopis Pawlopulos Προκόπης Παυλόπουλος (ur. 1950)              |         | 13 marca 2015   | 13 marca 2020              |                   | Nowa Demokracja   |
| 7   | Ekaterini Sakielaropulu Αικατερίνη Σακελλαροπούλου (ur. 1956)    |         | 13 marca 2020   | 13 marca 2025              |                   | bezpartyjna       |
| 8   | Konstandinos Tasulas Κωνσταντίνος Τασούλας (ur. 1959)            |         | 13 marca 2025   | nadal                      |                   | Nowa Demokracja   |